# Франк и Лола
„Франк и Лола“ (на английски: Frank & Lola) е щатски еротичен романтичен трилър от 2016 г., написан и режисиран от Матю Рос в режисьорския му дебют, във филма участват Майкъл Шанън, Имоджен Путс, Михаел Ноквист, Джъстин Лонг, Стела Шнабел, Розана Аркет и Еманюел Девос.
Световната премиера се състои във филмовия фестивал във „Сънданс“ на 27 януари 2016 г. Пуснат е по кината и чрез видео по поръчка на 9 декември 2016 г. от „Юнивърсъл Пикчърс“ и „Паладин“.